# Lloegyr

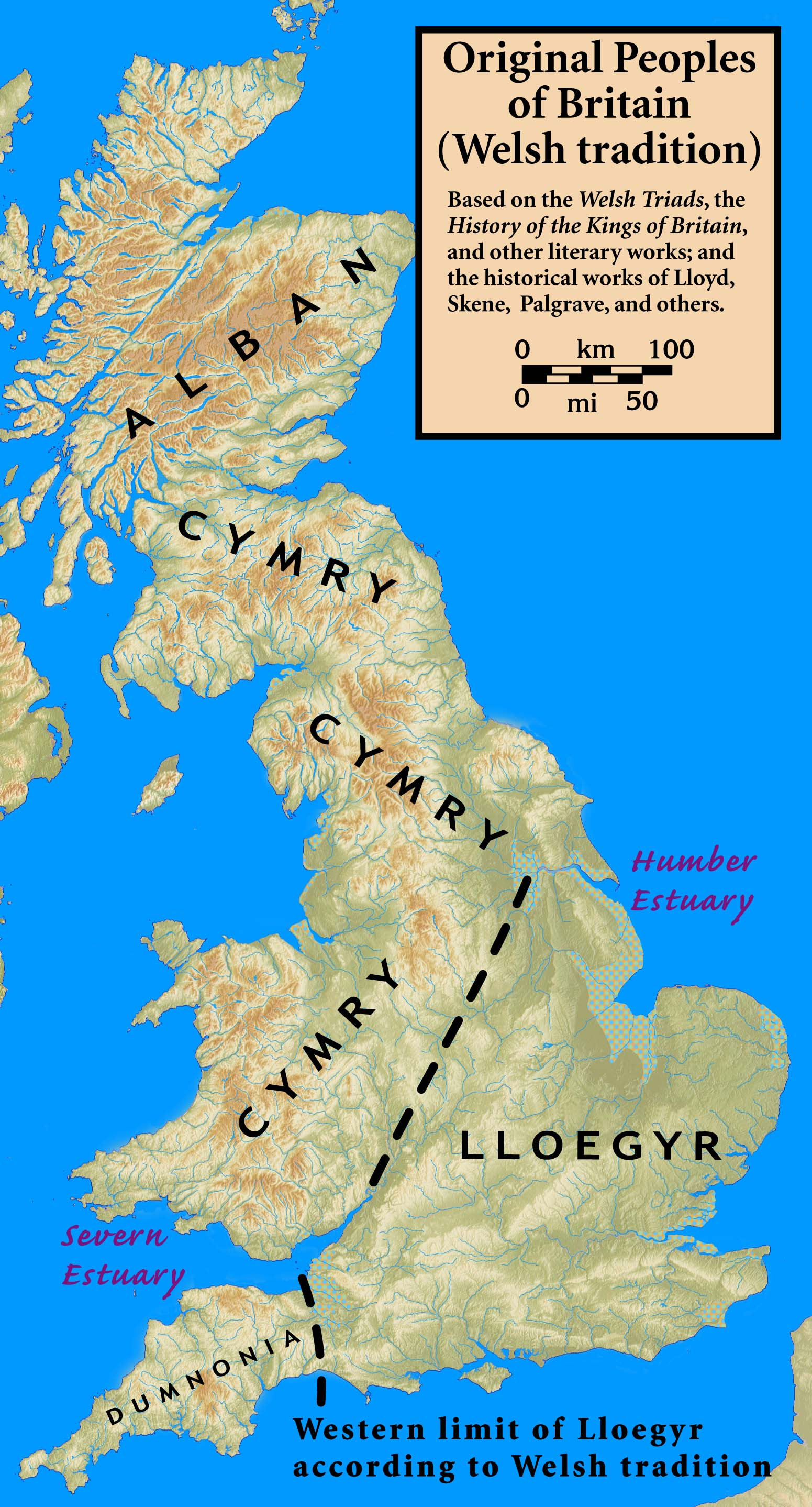
Reconstrucción, a partir de las Tríadas y textos de Monmouth, de las regiones de Gran Bretaña según la tradición galesa.

Lloegyr o Lloegr [ˈɬɔiɡr̩] es el nombre medieval galés de una región de Gran Bretaña (Ynys Prydain). Se desconocen las fronteras exactas, pero algunos académicos modernos plantean la hipótesis de que corría al sur y al este de una línea que se extendía desde el estuario del Río Humber hasta el estuario del  Río Severn, excluyendo Cornualles y Devon. Los habitantes de Lloegyr eran llamados "Lloegyrwys" sin distinción de etnia; el término se aplicaba tanto a los britanos como a los anglosajones .
Con el paso del tiempo se ha generalizado hasta convertirse en la palabra galesa para "Inglaterra" en su conjunto, y no restringida a su extensión original más pequeña. La palabra ha sido anglicizada y latinizada en formas como Loyer, Logres, Logris y Loegria, entre otras, y es quizás más ampliamente reconocida como el nombre del reino del Rey Arturo en el cuerpo literario conocido como la Materia de Bretaña . Se sabe que la palabra data del siglo X o antes, ya que aparece en el Armes Prydein, una prosa profética que detallaba la expulsión de los anglosajones de la isla.

## Fronteras
Los anticuarios galeses de los siglos XVIII y XIX plantearon la hipótesis de que las fronteras de Lloegyr delimitaban aproximadamente en una línea desde el estuario del Río Humber, continuando hacia el suroeste y conectándose con el estuario del  Río Severn. La línea continúa hacia el sur a través del estuario, cruzando el suroeste de Inglaterra, de modo que Cornualles y Devon quedan excluidos de Lloegyr. Esta división se menciona en la literatura (por ejemplo, las Tríadas galesas) y está respaldada por los trabajos de historiadores respetados como "Celtic Britain" de John Rhys y "A History of Wales from the Earliest Times to the Edwardian Conquest" de John Edward Lloyd .

## Etimología
El origen exacto de la palabra es incierto y ha generado mucha especulación. El monje y escritor del siglo XII d. C., Godofredo de Monmouth ofreció una etimología fantasiosa en su Historia Regum Britanniae, derivando los nombres de Cambria, Loegria y Albania/Albión de los hijos de Bruto de Troya: Kamber, Locrinus y Albanactus, respectivamente, y los convierte en los reyes epónimos de Gales/Cambria (Kamber), Inglaterra/Loegria (Locrinus) y Escocia/Albania (Albanactus). 
En 1982, el destacado lingüista Eric Hamp sugirió que Lloeg(y)r podría derivar de un compuesto protocelta [*(p)les-okri-s], que significa 'que tiene una frontera cercana, ser de cerca de la frontera'. Ranko Matasović prefiere ver a Lloegr como proveniente de un sustantivo colectivo britano [*Lāikor] que significa 'guerreros', cuya raíz, según propone, dio al irlandés antiguo láech 'guerrero' (aunque otros proponen que la palabra irlandesa antigua es un préstamo del latín tardío lāicus -«laico», del pueblo-), de una raíz proto indoeuropea *leh 2 - «guerra». Se cree que el sufijo -wys, que se encuentra en numerosos nombres étnicos galeses, incluido "Lloegrwys", posiblemente deriva del sufijo latino -ēnsēs según algunos. Richard Coates hace una sugerencia que concuerda semánticamente con la de Matasović, pero propone en cambio que se trata de un préstamo del germánico occidental [*laikārōs] (ejecutantes de hazañas, guerreros). 
Para los galeses, Lloegyr era una tierra extranjera con una población extranjera, distinta de las tierras y los pueblos de "Cymry" (actual Gales), la cual incluía a todos los británicos que vivían al norte y al oeste de Lloegyr, al sur de los fiordos escoceses de Clyde y Forth, y sin incluir a la gente de Cornualles y Devon . 